# Voskresenskoe (Oblast' di Saratov)
Voskresenskoe (in russo Воскресенское?) è un villaggio dell'oblast' di Saratov, in Russia; è il centro amministrativo del distretto Voskresenskij.
Si trova sulla riva del Volga, 70 km a nord-est di Saratov.